# پشته (شهداد)
پشته یک منطقهٔ مسکونی در ایران است که در دهستان سیرچ واقع شده‌است.